# 越南共和國少數民族發展部
少數民族發展部是越南共和國主管少數民族事務的機構，旨在實施扶持越南共和國境內少數民族的政策。:40

## 歷史
1967年，保努被任命爲越南共和國少數民族發展總長。:75
1971年6月，乃烈出任少數民族發展總長。:536
1975年4月30日，越南共和國總統楊文明宣佈投降，越南共和國各級政府解散。在少數民族發展部廢止後，:358原少數民族發展總長及其他越南南方高地民族領袖在回到家鄉後遭到新政權的逮捕，關押在惡劣環境中。:358

## 歷任部長

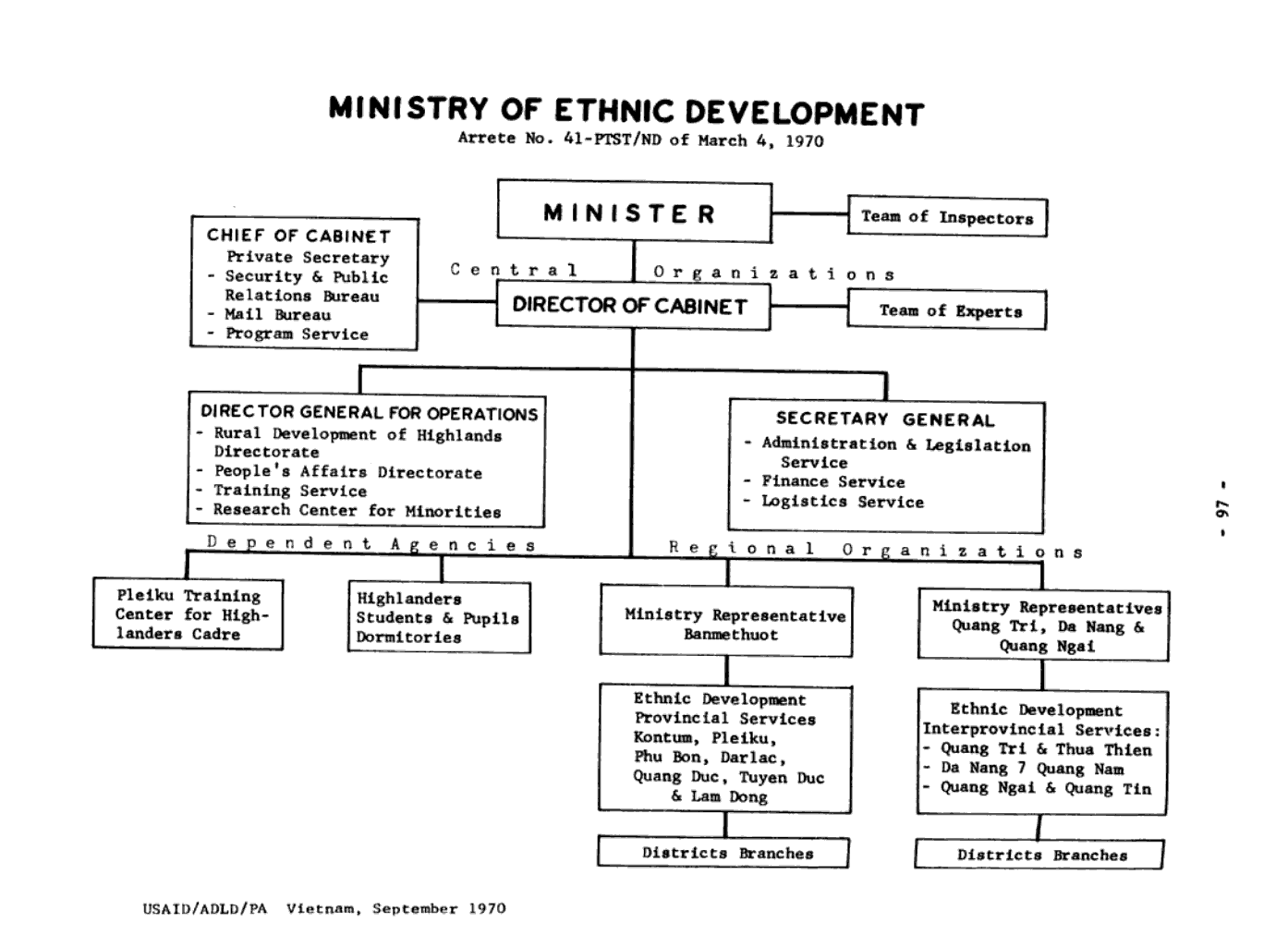
少數民族發展部組織架構

少數民族發展部自成立至解散有過兩任總長，分別爲巴拿族人保努和嘉萊族人乃烈，兩人在1975年越南共和國滅亡後均被新政權逮捕並關押入再教育營。